# 高庄子站 (天津市)
高庄子站是一个位于中国天津市津南区辛庄镇国展大道与张满庄路交口东侧，属于天津地铁1号线的地铁车站。

## 车站结构
高庄子站站厅位于车站地下一层，站厅内设有地铁客服中心，可为乘客提供人工购票及地铁储值卡的发售充值、失物招领等服务。另外，站厅内还设有自动售票机、验票机等自助服务设施。站台位于车站地下二层，为岛式站台，并设有全高式屏蔽门。车站总建筑面积17249.7平方米。
| 地面              | 出入口 | B、D出入口 |
| 地下一层          | 站厅   | 客服中心、自动售票机、验票机                                                                                    |
| 地下二层          | 站台   | \| \| \| █ 1号线往刘园（洪泥河东） \| \| 島式 · 開左邊车门 \| \| \| \| \| \| █ 1号线往双桥河（国家会展中心） \| |
|                   |        | █ 1号线往刘园（洪泥河东）                                                                                       |
| 島式 · 開左邊车门 |        | |
|                   |        | █ 1号线往双桥河（国家会展中心）                                                                                 |

## 车站出口
高庄子站共设4个出口，其中B、D口投入使用，各出口及周围设施如下所示：
|          |      |              |              |
| 出口编号 | 照片 | 地点         | 可到达目的地 |
| 出口 · B |      | 国展大道北侧 | 大华国展公园 |
| 出口 · D |      | 国展大道南侧 | 辛庄慈云寺   |

## 换乘交通
| 公共汽车线路 \| 编号 \| 编号 \| 线路 \| 线路 \| 线路 \| 收费 \| 运营商 \| 备注 \| \| ---- \| ---- \| ------------------ \| ---- \| ---------------- \| ---- \| ---------- \| ---- \| \| \| 202 \| 国家会展中心公交站 \| ⇆ \| 天南大新址公交站 \| 2元 \| 公交二公司 \| \| |      |                    |      |                  |      |            |      |
| 编号 | 编号 | 线路               | 线路 | 线路             | 收费 | 运营商     | 备注 |
| | 202  | 国家会展中心公交站 | ⇆    | 天南大新址公交站 | 2元  | 公交二公司 |      |

| 编号 | 编号 | 线路               | 线路 | 线路             | 收费 | 运营商     | 备注 |
| ---- | ---- | ------------------ | ---- | ---------------- | ---- | ---------- | ---- |
|      | 202  | 国家会展中心公交站 | ⇆    | 天南大新址公交站 | 2元  | 公交二公司 |      |

## 车站历史
- 2019年12月28日，随天津地铁1号线东延线开通启用。